# Eric Westwood
Pour les articles homonymes, voir Westwood.
Eric Westwood, né le 25 septembre 1917 à Manchester (Angleterre) et mort en 2001, est un footballeur anglais, qui évoluait au poste d'arrière gauche gauche à Manchester City.

## Carrière de joueur
- 1938-1953 : Manchester City
- 1944 : Chelsea FC
- 1953-1955 : Altrincham FC

## Palmarès

### Avec Manchester City
- Vainqueur du Championnat d'Angleterre de football D2 en 1947.